# سرینان
سرینان (به فرانسوی: Sérignan) یک کمون در استان آکتین جنوبی فرانسه است . سرینان دارای دو بخش ساحلی و داخلی است .

## جاذبه توریستی بخش داخلی سرینان
- کلیسا نوتردام دی گریس
- موزه هنرهای معاصر آکیتن
- پارک اسکورت‌بورد
- کمپ لیره

## جاذبه‌های توریستی بخش ساحلی
بخش ساحلی سرگینان که به پلاژ سرینان (به فرانسوی: Sérignan Plage) معروف است دارای کمپ‌های توریستی ساحلی فراوانی است کمپ لاکلوز در سرینان مخصوص برهنگان است علاوه بر تفریحات ساحلی دو باشگاه سوارکاری در سرگینان وجود دارد . 